# 雪拉克 (塔恩省)
雪拉克（法語：Sieurac，法語發音：[sjœʁak]）是法国奧克西塔尼大區塔恩省的一个市镇，属于阿尔比区。

## 地理
雪拉克（43°48'18"N, 2°6'8"E）面积8.72 平方千米，位于法国奧克西塔尼大區塔恩省，该省份为法国南部内陆省份，北起顺时针与阿韦龙省、埃罗省、奥德省、上加龙省和塔恩-加龙省接壤。
与雪拉克接壤的市镇（或旧市镇、城区）包括：拉贝西耶尔康代伊、拉布塔里、拉斯格赖斯、隆贝尔、蒙德拉贡、奥尔邦。
雪拉克的时区为UTC+01:00、UTC+02:00（夏令时）。

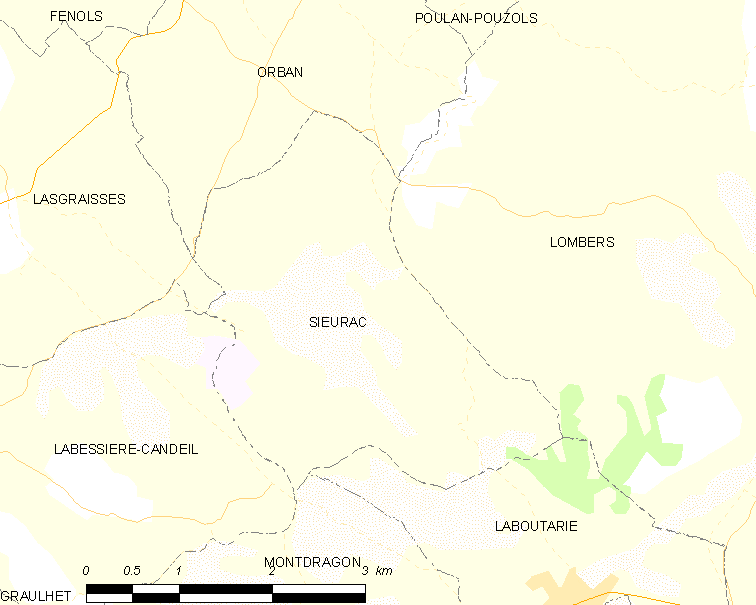
雪拉克的OSM定位图

## 行政
雪拉克的邮政编码为81120，INSEE市镇编码为81287。

## 政治
雪拉克所属的省级选区为上达杜县。

## 人口

1962-2008年间雪拉克人口变化图示

雪拉克于2022年1月1日时的人口数量为263人。